# 有限理性
限制理性（英語：Bounded rationality），又譯為有限理性，係由赫伯特·亞歷山大·西蒙所提出，是基於生理學及心理學層面的思考，對於傳統經濟學理論所提出的修正。傳統經濟學一直以完全理性為前提，由於行為人可以得到所有資訊，因此可以在多種方案中，選擇能使效用最大化的一種方案；但是於現實狀況中，人們所獲得的資訊、知識與能力都是有限的，所能夠考慮的方案也是有限的，未必能作出使得效用最大化的決策。因此，西蒙認為必須考慮人的基本生理限制，以及由此而引起的認知限制、動機限制及其相互影響的限制。
西蒙所提出的理論是，將不完全的資訊以及處理資訊的費用，和一些非傳統的決策者目標函數引入經濟分析。

## 外部連結
- 有限理性 （页面存档备份，存于）